# Довбак Адальберт
Адальберт Довбак,  (нар. 1907, с. Веряця, Виноградівський район, Закарпатська область — пом. 1988, с. Ізки, Міжгірський район, Закарпатська область) —  український політичний діяч, депутат Сойму Карпатської України.

## Життєпис

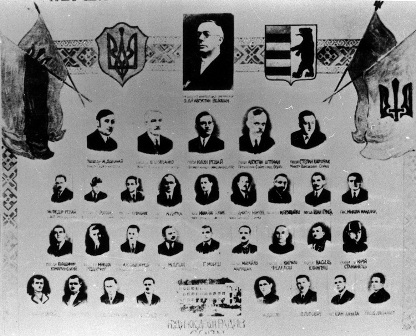
Посли Сойму Карпатської України.
По центру: Президент Карпатської України о. Августин Волошин; Перший ряд зліва направо: Микола Долинай, Юлій Бращайко, Юліян Ревай, Августин Штефан, Степан Клочурак; Другий ряд: Федір Ревай, Степан Росоха, Леонід Романюк, Августин Дутка, Михайло Тулик, Дмитро Німчук, Михайло Бращайко, Іван Грига, Микола Мандзюк; Третій ряд: Володимир Комаринський, Микола Різдорфер, Антон Ернест Олдофреді, Мілош Дрбал, Григорій Мойш, Михайло Марущак, Кирило Феделеш, Василь Климпуш, о. Юрій Станинець; Четвертий ряд: Василь Щобей, Іван Ігнатко, Юрій Пазуханич, Іван Перевузник, Адальберт Довбак, Петро Попович, Іван Качала, Василь Лацанич

Народився 1907 року в селі Веряця (тепер Виноградівський район, Закарпатська область) в родині селянина. Вчився у місцевій народній школі, відтак вступив до Берегівської гімназії, яку закінчив 1927 році.
За деякими даними, два роки працював учителем, потім вирішив здобути духовну освіту. 
У 1929 році вступив до Ужгородської духовної семінарії, яку закінчив 1933 р. Тут його вчителями були відомі діячі греко-католицької церкви. 1934 р. висвячений на священика і направлений на роботу в с. Великі Лучки Мукачівського району. Одночасно був парохом і в Мукачеві. Через деякий час був переведений у с. Гукливий Воловецького району. 
1937 році Адальберта Довбака перемістили в село Ізки Міжгірського району, де працював майже все життя.

### ПосолСойму Карпатської України
12 лютого 1939 року був обраний депутатом сойму Карпатської України, брав активну участь у засіданнях, які відбулися 15 березня 1939.
Помер у селі Ізки у 1988 році, де й похований.